# منطقة الهدوء اللاسلكية

خريطة توضح مدى منطقة الهدوء اللاسلكية الوطنية بالولايات المتحدة.

منطقة الهدوء اللاسلكية هي منطقة يتم فيها تقييد الإرسال اللاسلكي من أجل حماية التلسكوب الراديوي أو محطة الاتصالات من تداخل التردد اللاسلكي. تعرّف لوائح الراديو الخاصة بالاتحاد الدولي للاتصالات (ITU) التداخل على أنه ضار بعلم الفلك الراديوي إذا زاد عدم اليقين في القياس بنسبة٪ 10.
تقع المناطق الهادئة في مناطق ذات كثافة سكانية منخفضة، ويمكن فرضها من خلال التشريعات الحكومية. غالبًا ما يتم تقسيم منطقة الهدوء اللاسلكي إلى منطقتين: منطقة حظر حيث تُحظر جميع عمليات البث اللاسلكي، ومنطقة تنسيق أكبر تصل إلى 100 كم2 حيث تكون مستويات قدرة الإرسال اللاسلكي محدودة بشكل مناسب حتى لا تتداخل مع التلسكوب الراديوي.